# Sisalfaser
Als Sisal (früher auch Sisalhanf) werden die Fasern aus den Blättern einiger Agaven bezeichnet, insbesondere die der Sisal-Agave (Agave sisalana). Sisal ist eine relativ junge Naturfaser, ihr Gebrauch begann erst im 19. Jahrhundert und erreichte seine Blüte im frühen 20. Jahrhundert. Trotz eines Rückgangs ihrer Verwendung stellt sie bis heute eine der weltweit wichtigsten Naturfasern dar.
Neben den hauptsächlich verwendeten Fasern der Sisal-Agave werden auch jene von Agave letonae, Agave funkiana und Agave lecheguilla zum Sisal gezählt, sie sind aber im Gegensatz zur bedeutenden Hybridsorte H.11648 von deutlich geringerer Bedeutung. Abzugrenzen ist Sisal gegen die ebenfalls als Faserpflanzen verwandte Agave fourcroydes, die als Henequen bezeichnet wird, sowie die als Cantala oder Maguey bezeichneten, sehr ähnlichen Fasern von Agave cantala und Agave americana. Aus Agave decipiens wird unechter oder falscher Sisal gewonnen, diese Fasern sind feiner, kürzer und schwächer.
Der Name der Faser stammt von der mexikanischen Hafenstadt Sisal auf der Halbinsel Yucatán ab, von der aus die Sisalfasern ursprünglich exportiert wurden.

## Eigenschaften
Sisalfasern sind mehrzellige, gerade Fasern. Die einzelnen Bündel umfassen zwischen 100 und 200 Zellen. Die einzelnen Zellen sind mit durchschnittlich 2,282 Millimeter Länge und 20,32 Mikrometer Durchmesser relativ kurz und dick und lassen sich daher nicht spinnen (notwendige Mindestlänge: 25 Millimeter). Verarbeitet werden daher Faserbündel. Deren Länge ist abhängig von der Blattlänge und den Bedingungen bei der Fasergewinnung, in der Regel liegt sie zwischen 50 und 120 Millimeter, im Mittel liegt sie bei 90,84 Millimeter.
Der Gehalt der Fasern an Cellulose liegt zwischen 55 und 65 %, ergänzt um 10 bis 15 % Hemicellulose. Der Ligningehalt liegt zwischen 10 und 20 %, der Pektinanteil zwischen 2 und 4 %. Durch diese Werte ist Sisal – typisch für eine Blattfaser – härter und grober als Bastfasern.
Sisal ist ausgesprochen zäh (57,2 cN/Tex) und zugfest (1830,12 cN/Tex), insbesondere jedoch zeichnet es seine im Vergleich zu anderen Fasern ungewöhnliche Steifigkeit und Resistenz gegenüber dem Befall von Mikroorganismen aus.
Durch eine Behandlung mit Natriumhydroxid können bestimmte Eigenschaften des Sisals verändert werden. Natriumhydroxid löst Hemicellulose, Pektin und wasserlösliche Stoffe aus den Faserbündeln, bei Anwendung höherer Konzentrationen Natriumhydroxid verändert sich zusätzlich die Mikrostruktur der Faser. Durch diese Behandlung werden die Faserbündel feiner und kürzer und lassen sich besser spinnen, zugleich verringert sich jedoch ihre Zähigkeit. Insbesondere bei der Vorbereitung von Faser-Kunststoff-Verbund-Werkstoffen mit Polyester ist dies gewünscht, um Ablösungserscheinungen zu verringern und die Verteilung der Fasern in der Polyestermatrix zu verbessern.

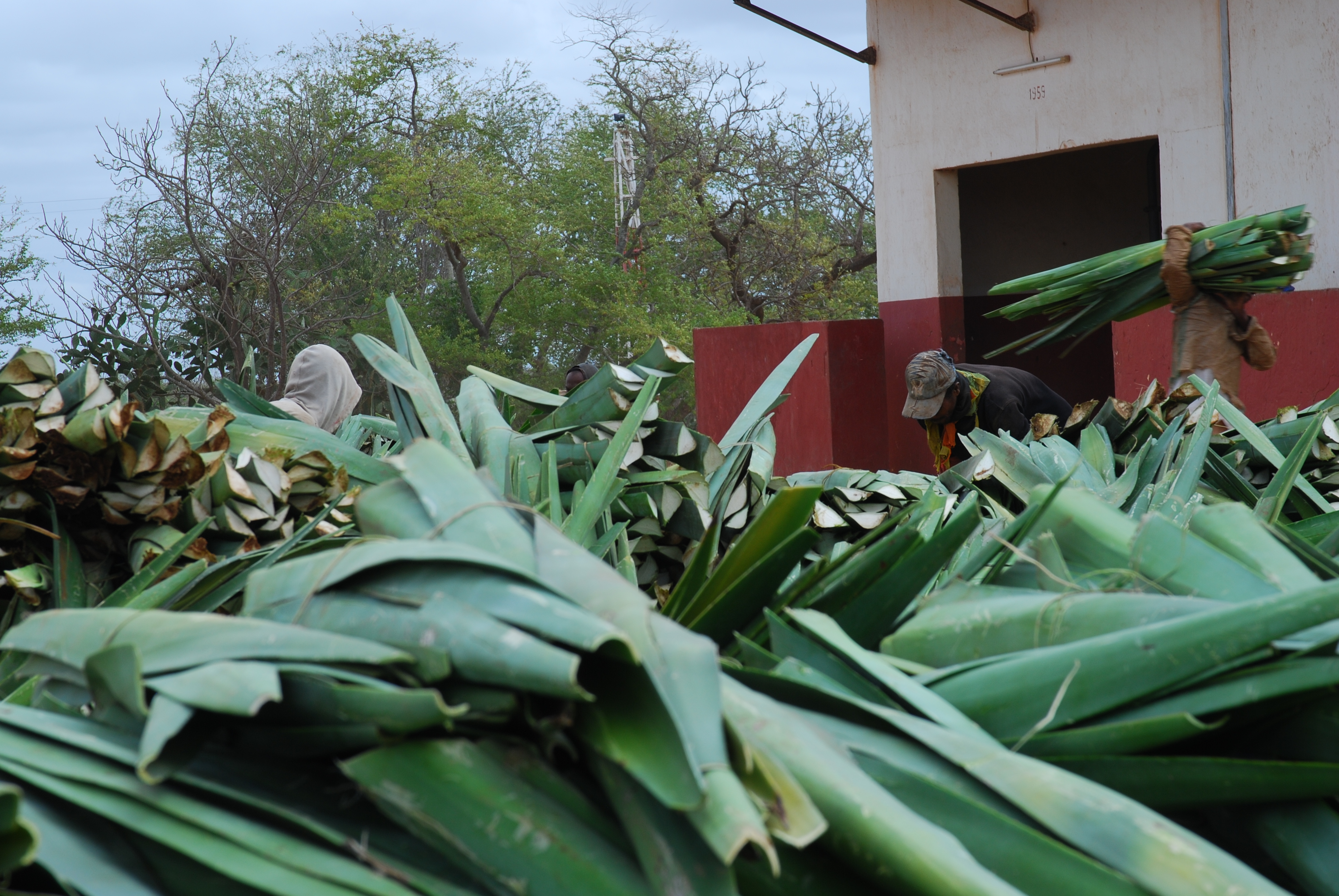
Zum Faseraufschluss bereitgestellte Blätter (Madagaskar)

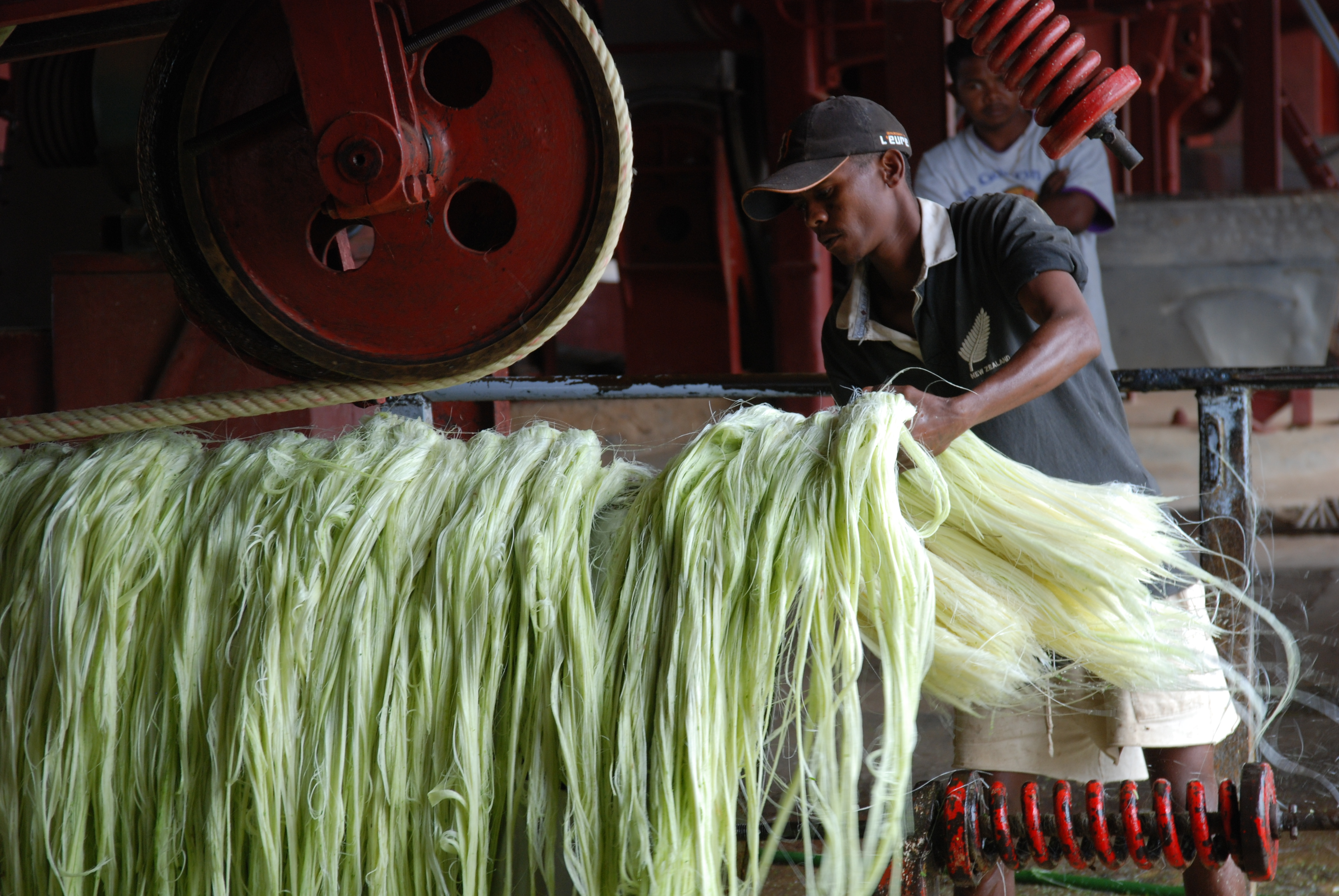
Maschineller Aufschluss der Sisalfasern (Madagaskar)

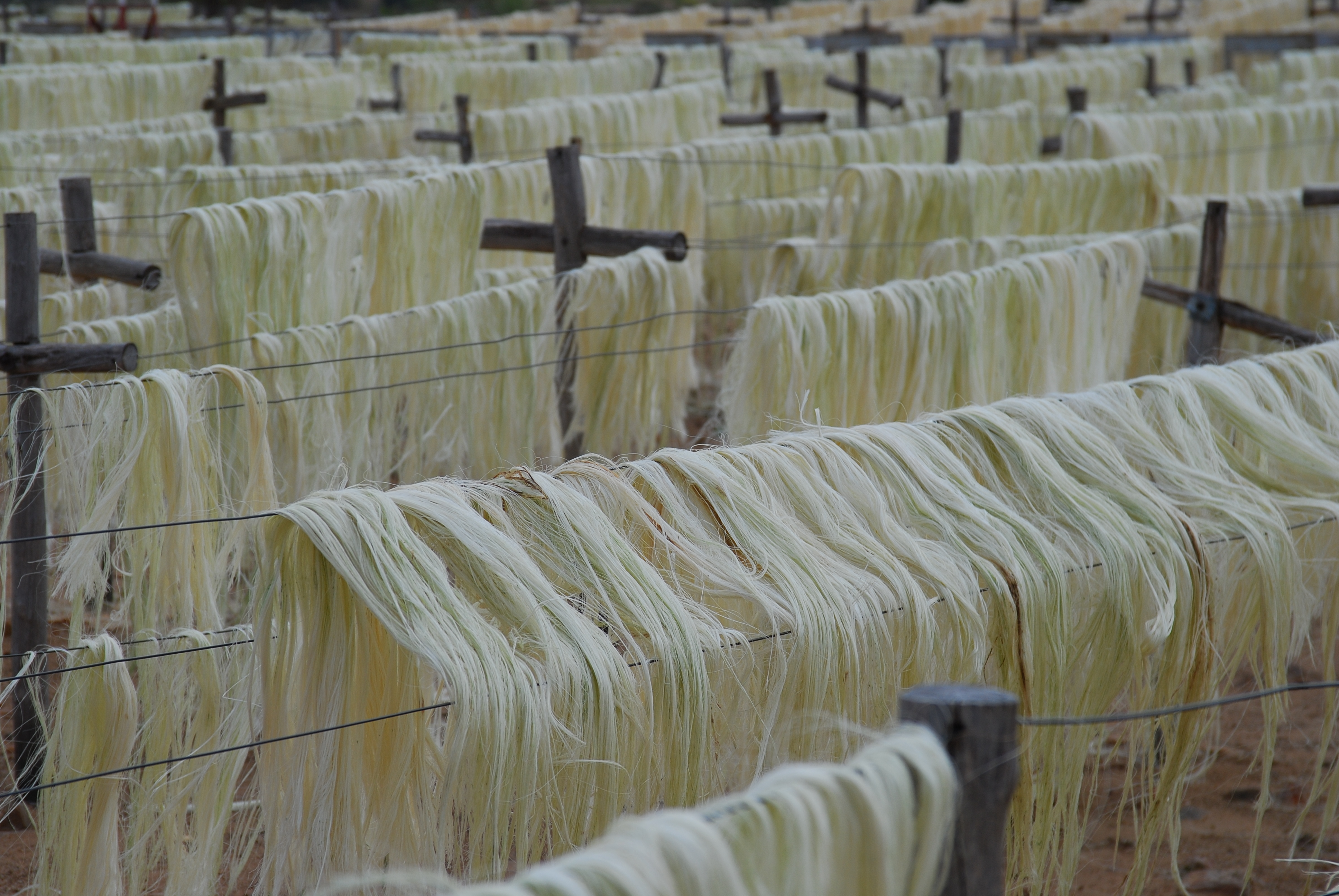
Trocknung von Sisalfasern (Madagaskar)

## Produktion

### Verarbeitung

#### Ernte
Die Pflanzen können üblicherweise einmal jährlich beerntet werden, unter günstigen Bedingungen sind jedoch auch bis zu drei Ernten im Jahr möglich. Der Zeitpunkt der Ernte im Jahr ist beliebig, das ermöglicht eine hohe Flexibilität bei der Auswahl des Erntezeitpunktes. Rund 13 der 1,5 bis 2 (selten bis zu 3) Meter langen und 500 bis 1500 g schweren Blätter bilden je einen Ring um den Stamm. Bei einer Ernte werden rund 50 bis 65 Blätter, also 4 bis 5 Ringe, abgeerntet.
Die Blätter werden am Ansatz abgeschnitten, die stachelige Spitze wird gekappt und die Blätter werden gebündelt, bevor sie zum Faseraufschluss kommen.

#### Fasergewinnung
Der Anteil der trockenen Faser am Gesamtgewicht der frischen Blätter beträgt 4 bis 7 %, im Faseraufschluss werden sie vom eigentlichen Blattgewebe getrennt. Dies geschieht heutzutage in der Regel durch Maschinen, entweder stationäre Geräte, die von bis zu 10 Mann betrieben werden, besonders leistungsstark sind und bis zu 200 Tonnen Blätter pro Schicht verarbeiten können, oder mobile Maschinen, die von fünf bis acht Personen betrieben werden und 10 Tonnen je Schicht verarbeiten können. Letztere zeichnen sich durch einen höheren Extraktionsgrad aus, es gehen also weniger Fasern verloren.
Nach dem Faseraufschluss werden die Fasern gebündelt und 8 bis 12 Stunden in Wasser eingeweicht, um Pektin und Chlorophyll auszuwaschen (Wasserröste), anschließend werden sie 8 bis 10 Stunden an der Sonne getrocknet. Um restliches Parenchymgewebe und Kurzfasern zu entfernen, werden die Fasern danach noch maschinell ausgekämmt oder ausgeschlagen.

#### Qualitäts-Einstufung
Im letzten Arbeitsgang werden die Fasern nach ihrer Qualität beurteilt und entsprechend klassifiziert. Diese Klassifikationen basieren auf Merkmalen wie Farbe oder Rauheit. Beste Qualitäten, zum Beispiel die brasilianische „Superior“, müssen von hellem Cremeweiß, gereinigt, vollständig ausgereift, besonders widerstandsfähig, weich und glatt sowie frei von Verwachsungen oder Produktionsrückständen sein. Zusätzlich werden die Fasern noch nach ihrer Länge gekennzeichnet.

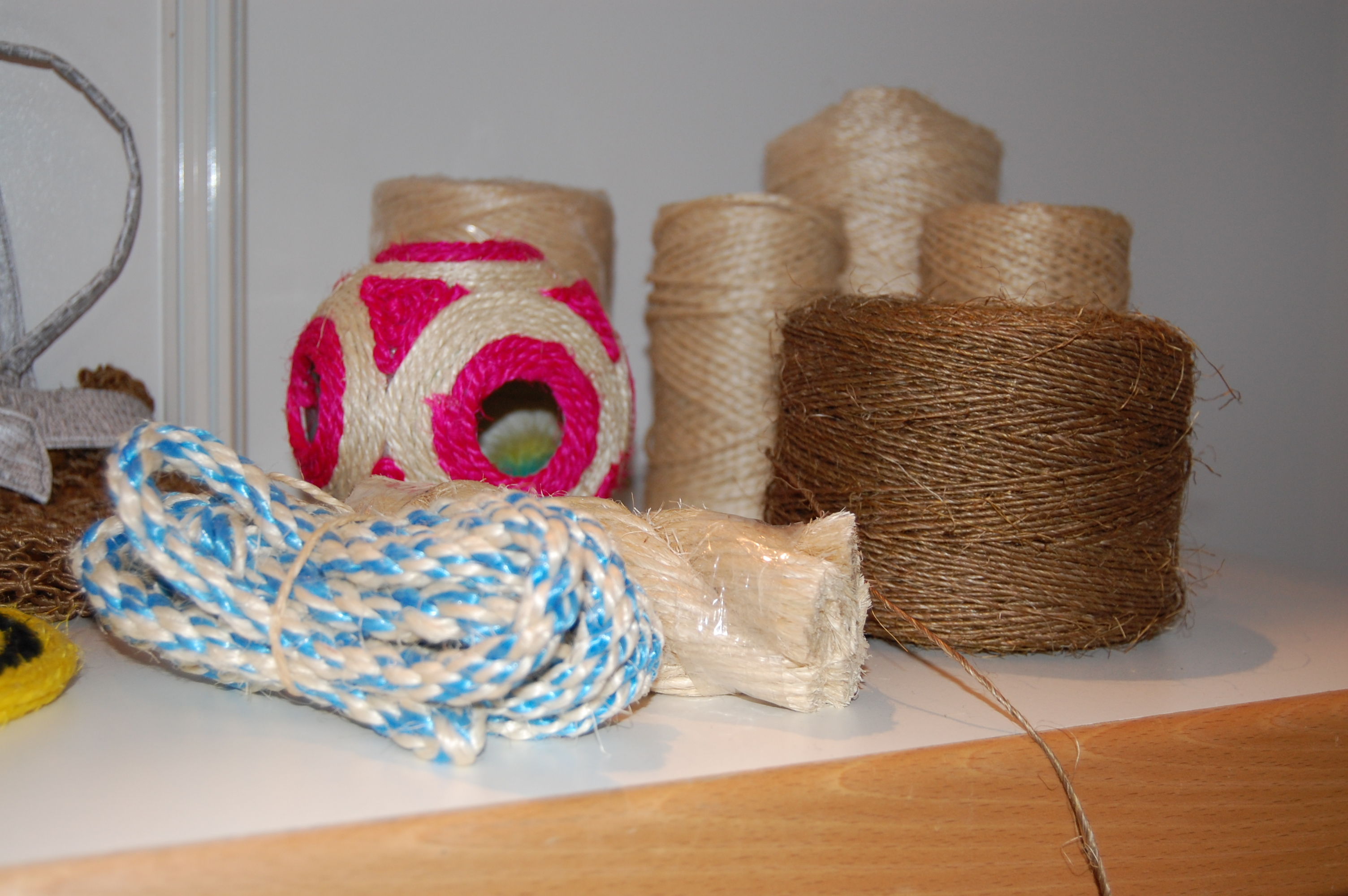
Sisalprodukte

### Produktionszahlen

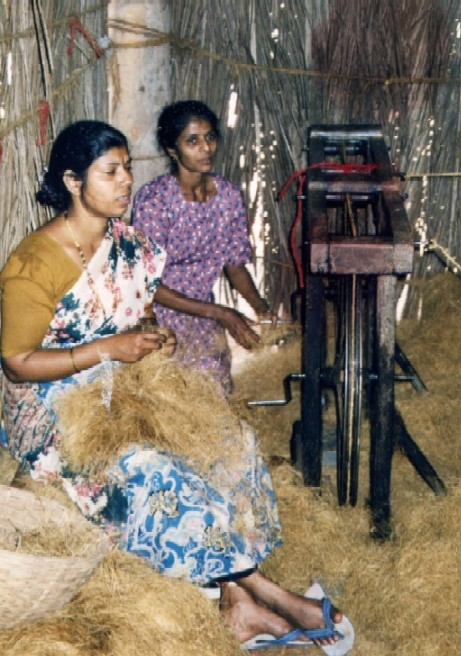
Sisal-Manufaktur in Goa / Indien

Nach Tonnen ist Sisal die fünftwichtigste Faserpflanze weltweit. Im Jahr 2006 belief sich die Weltproduktion auf rund 428.000 Tonnen. Haupterzeugerländer sind Brasilien mit über der Hälfte der Weltproduktion (247.558 t), Tansania (27.800 t), Mexiko (26.636 t), Kenia (25.000 t), Kolumbien (21.445 t) und China (20.000 t).
Von der FAO werden alle Agaven-Arten sowie Zuchtkreuzungen in einer Statistik zusammengefasst, die Produktionszahlen der Arten abseits der Sisal-Agave belaufen sich allerdings meist auf nur wenige Tausend Tonnen (z. B. 2 bis 3.000 Tonnen bei Agave letonae) oder ihre Fasern dienen nur zu speziellen Zwecken (so werden die Fasern von Agave funkiana und Agave lecheguilla ausschließlich zur Bürstenproduktion verwendet).
| Land                         | Tonnen  |
| ---------------------------- | ------- |
| Brasilien                    | 247.558 |
| Tansania                     | 27.800  |
| Mexiko                       | 26.636  |
| Kenia                        | 25.000  |
| Kolumbien                    | 21.445  |
| China                        | 20.000  |
| Madagaskar                   | 17.000  |
| Kuba                         | 11.730  |
| Haiti                        | 5.500   |
| Nicaragua                    | 4.350   |
| Philippinen                  | 4.000   |
| Venezuela                    | 3.909   |
| Ecuador                      | 3.465   |
| El Salvador                  | 2.500   |
| Marokko                      | 2.200   |
| Gesamt (inkl. andere Länder) | 427.843 |

## Verwendung
Sisal wird klassisch zur Produktion von Tauen, Seilen, Kordeln und groben Garnen verwendet, die teilweise als Ausgangsmaterial für Auslegewaren sowie kunsthandwerkliche Erzeugnisse dienen. Aufgrund seiner hohen Strapazierfähigkeit wird Kratzspielzeug für Katzen häufig mit Sisal-Seil bespannt. Neuere Einsatzgebiete sind die Verwendung als Füllstoff zum Beispiel für Matratzen oder als Geotextilie und als Poliermittel für technische Zwecke. Auch wird es zur Herstellung von Strohhüten verwendet. Noch nicht über das Stadium der Erforschung und Erprobung hinaus ist der Gebrauch von Sisal als Teil von Faser-Kunststoff-Verbund-Werkstoffen, in Brasilien wird zusätzlich ein Verbundwerkstoff aus Sisal und Zement erprobt, der Asbest in Fertigbauteilen ersetzen soll. Die Sisal-Faser wird auch zur Herstellung von Dart-Boards verwendet. Dadurch wird eine wesentlich höhere Lebensdauer der Boards erreicht als zum Beispiel bei der Verwendung von Papier oder Kork, da sich die Löcher nach dem Herausziehen der Dart-Pfeile wieder schließen. Als Textilfaser ist Sisal nicht geeignet.

## Geschichte

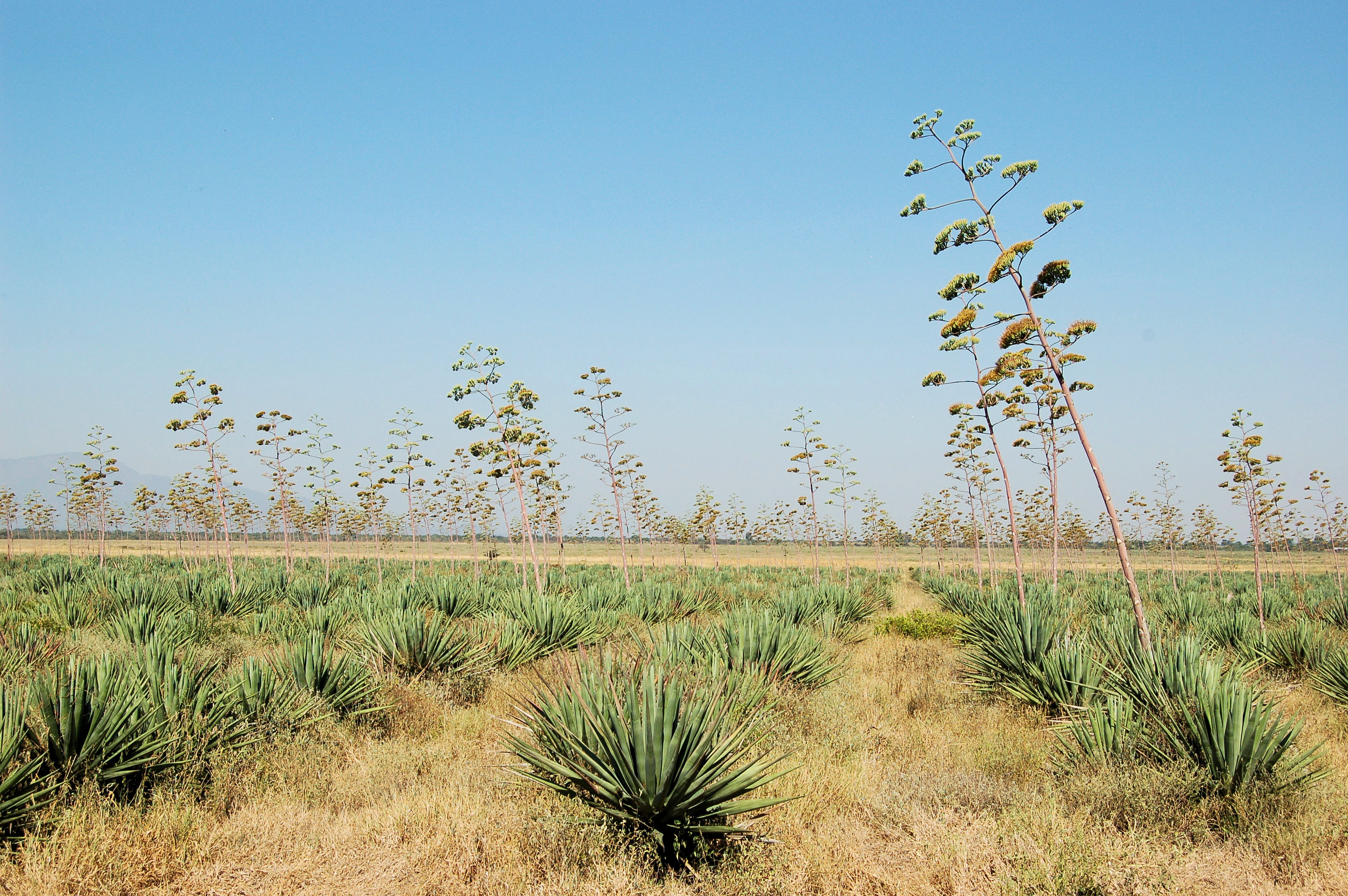
Sisal-Felder im Norden Tansanias

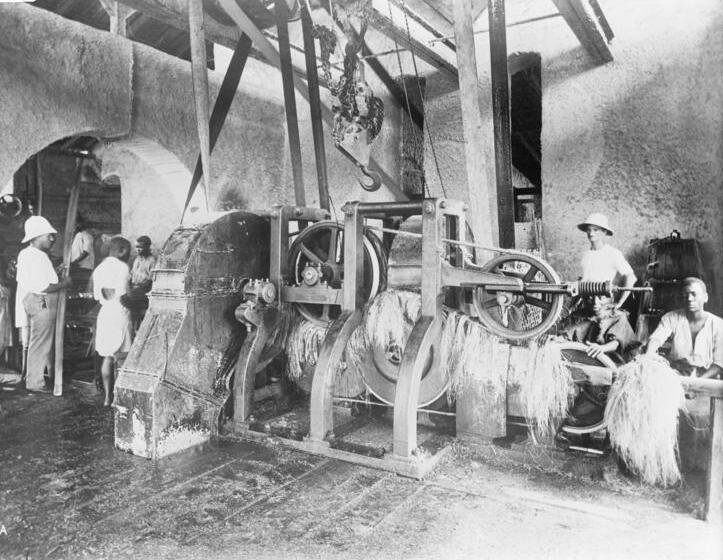
Sisal-Entfaserung in Ostafrika, Anfang des 20. Jahrhunderts

Die Sisal-Agave wurde bereits vor der Eroberung Mittelamerikas durch die Spanier von den Ureinwohnern domestiziert, allerdings wurde sie nicht als Faserpflanze, sondern zur Produktion von Pulque verwendet. Durch die Verschleppung der Ureinwohner breitete sich die Pflanze in Nordamerika aus.
Spanier und Portugiesen führten die Pflanzen auch in andere Länder und Kontinente aus, dort fand sie im 18. und frühen 19. Jahrhundert Gebrauch als Zierpflanze. Erst im 19. Jahrhundert begann dann die Produktion von Fasern aus der Pflanze, die damaligen Haupterzeugerländer waren das heutige Indonesien und die Philippinen.
1893 führte der deutsche Botaniker Richard Hindorf Bulbillen aus Florida in Tansania ein, 62 Pflanzen bildeten den Grundstock der ostafrikanischen Sisal-Produktion. 1903 dann begann auch Kenia mit dem Anbau. Im selben Jahr führte Horácio Urpia Júnior die Sisal-Agave auch in Brasilien ein. Erst zwischen 1937 und 1941 jedoch begann in Brasilien die Produktion von Sisal in kommerziell nennenswerter Weise. Bereits 1946 begann Brasilien Sisal zu exportieren und schon 1951 war es das zweitgrößte Erzeugerland.
Das 1934 speziell zu diesem Zweck gegründete tansanische Forschungsinstitut ARI Mlingano gab Ende der 1950er erstmals Sämlinge der Hybridsorte H.11648 aus, die schnell dazu führten, dass Tansania der erfolgreichste Sisalproduzent weltweit wurde. Diese Kreuzung aus Agave angustifolia und Agave amaniensis wurde in den 1960ern auch in China eingeführt und dominiert dort bis heute die Bestände. In Ostafrika ist der Anteil der Hybride bis heute höher als der der eigentlichen Sisal-Agave. In den 1970ern begann man auch in Brasilien mit ihrem Anbau, in den Hauptanbaugebieten Bahia, Paraíba und Rio Grande do Norte macht sie heute jedoch nur rund 5 % der angebauten Pflanzen aus.
Ab 1964 brach der Markt für Sisal durch die zunehmende Konkurrenz von Kunstfasern allmählich ein, die Produktion ging immer weiter zurück. Betrug die Weltproduktion von Sisal und Henequen in den frühen 1970ern noch annähernd 800.000 Tonnen jährlich, ging sie bis zur Jahrtausendwende auf 200.000 Tonnen zurück. Ursprünglich bedeutende Anbauländer wie Tansania, Mexiko oder Kenia verringerten ihre Produktionsmengen um bis zu 80 %. Erst in neuerer Zeit nimmt der Gebrauch von Sisal durch neue Anwendungen und die steigenden Preise für Rohöl als Grundlage von Kunstfasern wieder zu.